# Grundpreisverordnung
Der Grundpreis ist ein Bestandteil der deutschen Preisangabenverordnung (PAngV).
Die Preisangabenverordnung verlangt, dass im Handel mit Endverbrauchern nicht nur der Endpreis, sondern auch der umgerechnete Preis je Mengeneinheit (Grundpreis) in unmittelbarer Nähe des Endpreises anzugeben ist, wenn Waren nach Gewicht, Volumen, Länge oder Fläche angeboten werden. Etwaige Rabatte sind dabei nicht einzuberechnen; Mehrwertsteuern und "sonstige Preisbestandteile" verstehen sich inklusive.
Die Mengeneinheit ist jeweils 1 Kilogramm, 1 Liter, 1 Kubikmeter, 1 Meter oder 1 Quadratmeter der Ware. Bis zum 27. Mai 2022 war es erlaubt, bei Waren, die üblicherweise in Mengen bis zu 250 Gramm oder 250 Millilitern angeboten werden, den Grundpreis auch auf 100 Gramm bzw. 100 Milliliter zu beziehen. Seit dem 28. Mai 2022 wird diese Grenze aufgehoben und der Grundpreis muss unabhängig vom Nenngewicht bzw. Nennvolumen immer bezogen auf 1 Kilogramm bzw. 1 Liter angegeben werden. Wird "lose Ware" nach Gewicht oder nach Volumen angeboten, so ist als Mengeneinheit weiterhin die allgemeine Verkehrsauffassung maßgebend, in der Regel also 1 Kilogramm, 100 Gramm, 1 Liter oder 100 Milliliter.
Bei Obstkonserven u. ä., bei denen das Abtropfgewicht anzugeben ist, bezieht sich der Grundpreis auf das Abtropfgewicht. Bei Wasch- und Reinigungsmitteln kann der Grundpreis auch auf eine übliche Anwendung bezogen werden.
Wenn Grund- und Endpreis identisch sind (etwa bei Saft in der Ein-Liter-Flasche), braucht der Grundpreis nicht gesondert angegeben zu werden.
Viele Händler führen Artikel, für die ein Grundpreis angegeben werden muss.
Beispiel:
Orangensaft XY 250 ml / 2,90 Euro (Grundpreis pro Liter = 11,60 Euro)
Wer gegen die Vorschriften der Preisangabenverordnung verstößt, kann vom Ordnungsamt mit Bußgeld belegt werden. Diese Verordnung hat zwar keinen unmittelbaren wettbewerbsrechtlichen Charakter; bei planmäßigem Zuwiderhandeln bejaht die Rechtsprechung aber einen Wettbewerbsverstoß. Der Verstoß kann also auch zu einer Abmahnung führen.

## Ausnahmen
Der Grundpreis braucht für bestimmte Waren nicht angegeben zu werden, so zum Beispiel für:
- Identität von Grundpreis und Endpreis;

Wenn die Ware in Einheiten, die der sogenannten Mengeneinheit entsprechen, abgegeben wird, wird in der Regel der Endpreis mit dem Grundpreis identisch sein. In diesen Fällen kann auf die Angabe des Grundpreises verzichtet werden;
- Waren, die über ein Nenngewicht oder Nennvolumen von weniger als 10 Gramm oder 10 Milliliter verfügen;

Bei Sammelpackungen, z. B. Kaffeesahnedöschen, 10 oder 12 Stück als Palette, ist der Grundpreis auf die Menge des gesamten Inhalts zu berechnen.
- Waren, die verschiedenartige Erzeugnisse enthalten, die nicht miteinander vermischt oder vermengt sind;

Achtung: Wenn neben dem Waschmittel eine Probierpackung Enthärter beigegeben wird, so ist der Grundpreis anzugeben.
- Waren, die im Rahmen einer Dienstleistung angeboten werden;

Bsp.: Waren werden im Zusammenhang mit einer Dienstleistung angeboten, wenn sie in Beherbergungsbetrieben, Gaststätten, Bildungs- und Freizeiteinrichtungen, Krankenhäusern, Kantinen oder Friseurgeschäften angeboten und erbracht werden.
- Waren, die in Getränke- und Verpflegungsautomaten angeboten werden;
- Getränke, wenn diese üblicherweise in nur einer Nennfüllmenge angeboten werden;
- Kau- und Schnupftabak mit einem Nenngewicht bis 25 Gramm;
- kosmetische Mittel, die ausschließlich der Färbung oder Verschönerung der Haut, des Haares oder der Nägel dienen;
- Parfüms und parfümierte Duftwässer, die mindestens drei Volumenprozent-Duftöl und mindestens 70 Volumenprozent reinen Äthylalkohol enthalten;
- Waren ungleichen Nenngewichts oder -volumens oder ungleicher Nennlänge oder -fläche mit gleichem Grundpreis, wenn der geforderte Endpreis um einen einheitlichen Betrag herabgesetzt wird;

Bsp.: Wurst wird in unterschiedlichem Füllgewicht abgegeben. Der angegebene Grundpreis ist gleich. Bei Reduzierungen muss der neue Grundpreis nicht angegeben werden, wenn der Endpreis einheitlich, z. B. alle Packungen 50 Cent weniger, reduziert wird.
- Leicht verderbliche Lebensmittel, wenn der geforderte Endpreis wegen einer drohenden Gefahr des Verderbs herabgesetzt wird;

Bsp.: Erdbeeren, allerdings müssen diese ursprünglich mit dem Grundpreis ausgezeichnet werden.
Der Grundpreis braucht weiterhin nicht angegeben zu werden, wenn die Waren angeboten werden:
- von kleinen Direktvermarktern
- in kleinen Einzelhandelsgeschäften, in denen Waren überwiegend auf Bedienung abgegeben werden (also klassische „Tante-Emma-Läden“, klassische Bäckereien, klassische Apotheken, Kioske u. ä.)
- durch Getränke- und Verpflegungsautomaten

Für Lebensmittel, die kurz vor dem Verfall stehen und deshalb preisreduziert sind, muss der Grundpreis nicht neu berechnet werden.